# Allison V-3420
L'Allison V-3420 est un moteur d'avion à pistons américain expérimental, comportant 24 cylindres disposés en W, refroidis par eau.

## Conception et développement
La société Allison consacre une grande partie de la décennie 1930 à améliorer graduellement son moteur V12 à refroidissement liquide, le Allison V-1710, initialement pensé pour les dirigeables. En avril 1937, ce moteur obtient son certificat de type (passant un test de 150 heures de fonctionnement continu) avec une puissance de 1000 chevaux, devenant alors le plus puissant moteur américain disponible. La même année,  l'United States Army Air Corps, émet le souhait de disposer d'un moteur de 1600 chevaux. Cette démarche s'inscrit dans le développement du bombardement stratégique, fortement mis en avant par la doctrine aérienne américaine. la Société Allison Engine Company,  mandatée pour concevoir et construire un tel moteur, décide, dans les grandes lignes, de coupler deux V-3420 pour une même hélice. Les deux moteurs V12 sont reliés selon un angle de 30° entre les bancs des cylindres intérieurs et partageaient un carter commun. Les vilebrequins des deux moteurs étaient reliés par un boîtier pour ne donner qu’un seul arbre porte-hélice. La plupart des pièces du V-3420 sont interchangeables avec celles des moteurs V-1710-E et V-1710-F. Cependant, d'autres éléments, notamment le carter et le réducteur, sont nouveaux. Le moteur obtenu est donc un 24 cylindres à quatre rangées de cylindres (chacune usinée dans un bloc moteur d'aluminium), deux vilebrequins, et quatre arbre à cames en têtes. 

## Utilisation
Le V-3420 avait un rapport poids-puissance de 1,6 kW/kg, ce qui était excellent pour l'époque. Moteur puissant et compact son utilisation fut envisagée pour plusieurs projets avancés de l'US Air Force, comme le Douglas XB-19, le Boeing XB-39 Superfortress, le Lockheed XP-58 Chain Lightning et le Fisher P-75 Eagle. Ces modèles ayant été produit de façon très limitée, ce ne sont environ que 150 exemplaires du V-3420 qui furent construits

## Variantes
- V-3420-A16R (-11)
- V-3420-A16L (-13)  Rotation de l'hélice à gauche, compresseur et turbocompresseur à un seul étage et intercooler
- V-3420-A18R (-17)
- V-3420-A124  Compresseur avec ratio 7.2:1
- V-3420-B (-23)  Semblable aux séries A, mais avec compresseur mécanique à deux vitesses variables

## Voir aussi

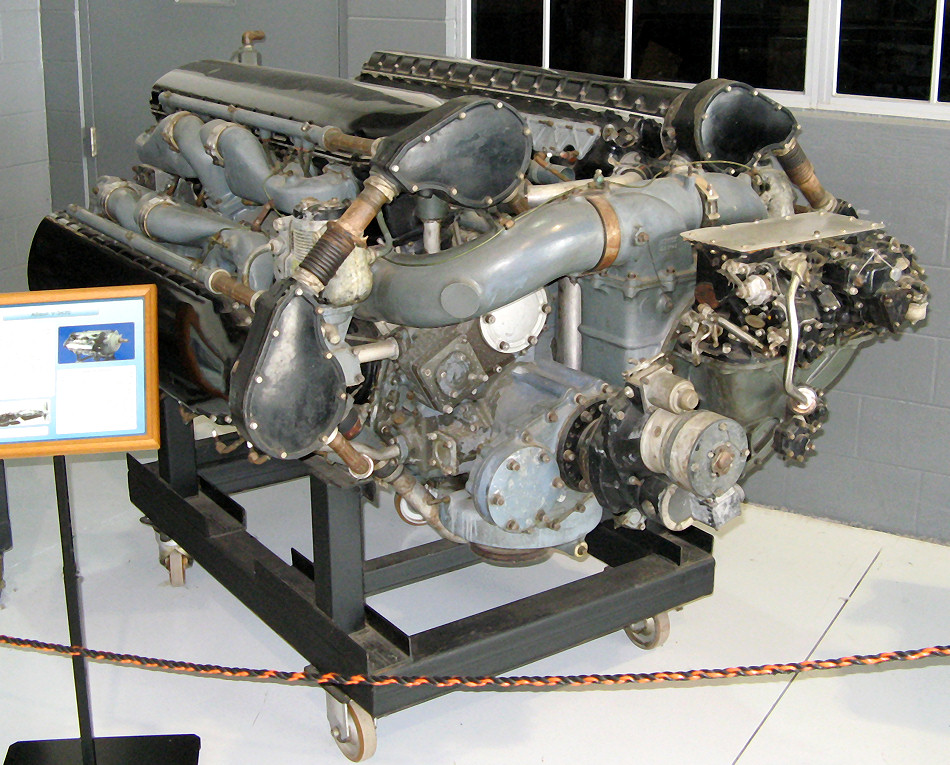
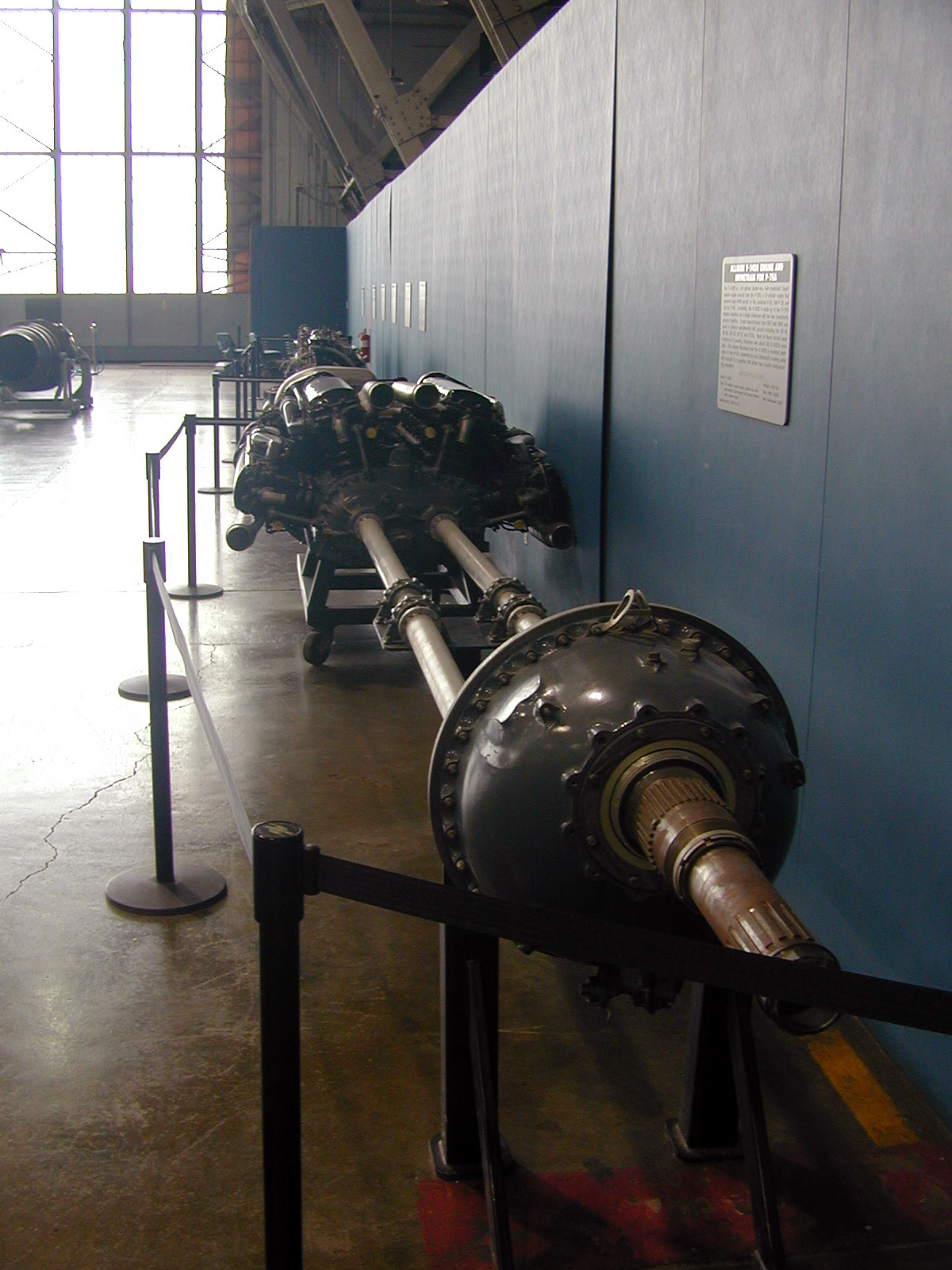
Les deux vilebrequins reliés par le boitier de sortie vers l'axe de l'hélice du Fisher P-75 Eagle
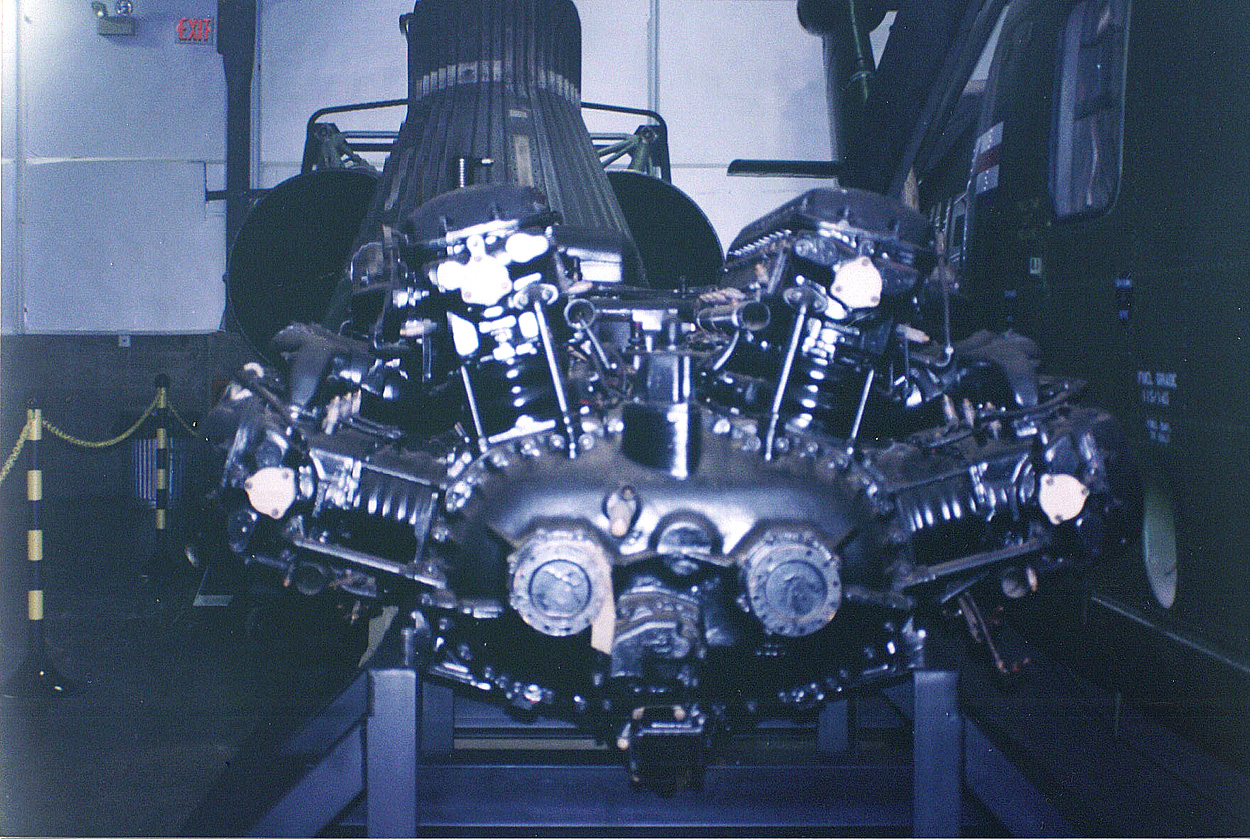

## Applications
- Boeing XB-39 Superfortress
- Douglas XB-19
- Fisher P-75 Eagle
- Lockheed XP-58 Chain Lightning